# لاكريما لصناعة الألبان
شركة لاكريما لصناعة الألبان المحدودة تُعدّ الشركة إحدى الشركات البلغارية المتخصّصة في إنتاج الألبان و الأجبان، حيث تأسست عام 1959 ويقع مقرها الرئيسي في مدينة بزارجق جنوبي بلغاريا. تركّز أنشطة الشركة على إنتاج الأجبان البلغارية التقليدية مثل الجبن الأبيض والجبن الأصفر، وتشغل منشآتها الإنتاجية الواقعة بالقرب من جبال رودوب مساحة تُقدَّر بـ 19,500 متر مربع.  

## التاريخ والإنتاج
تعتمد شركة لاكريما في عمليات إنتاجها على الطرق التقليدية البلغارية لصناعة الجبن. حيث تُورَّد المواد الخام من مصادر محلية، وتُستخدَم في ذلك سلالات بكتيرية مطابقة للممارسات المتّبعة إقليميًا. كما يخضع الحليب والمواد الأولية خلال مراحل التصنيع لفحوصات مخبرية، فيما تُجرى اختبارات مراقبة الجودة على المنتج النهائي عبر مراحل عدّة.   

## الإنجازات
فازت منتجات الجبن التابعة لشركة لاكريما بميداليتين ذهبيتين عام 2014 خلال مشاركتها في المعرض الدولي للأغذية «عالم الحليب» (World of Milk) ، الذي استضافته مدينة صوفيا، عاصمة بلغاريا.   

## المواقع
يتواجد لشركة لاكريما للألبان مرافق إنتاجية في كل من الأردن وبلغاريا؛ حيث يقع المصنع التابع لها في الأردن ضمن المنطقة الحرة التابعة لمحافظة الزرقاء، بينما تتمركز منشآتها البلغارية في المنطقة الصناعية الجنوبية لمدينة بزارجق، الواقعة جنوبي بلغاريا."  

## الجوائز والاعترافات العالمية
- في عام 2021، حصل مصنع شركة لاكريما للألبان على تصنيف (A+) من قِبَل إدارة الغذاء والدواء، وفقًا لتقارير الاعتماد الرسمية. [10]

- حصلت شركة لاكريما في عام 2023 على جائزة «جولدن مارتينيتسا» (Golden Martinitsa) السنوية المُخصصة لتميز الشركات في قطاع الأغذية، وذلك بناءً على معايير الجودة التي أقرتها الجهة المُنظمة للفعالية. [11] [12] [13]

- في عام 2014، فازت شركة لاكريما بالميدالية الذهبية خلال مشاركتها في فعالية «إنتر إكسبو» ( Inter Expo Center)، التي تُعدّ أحد المعارض الدولية البارزة في قطاع الأغذية، وذلك وفقًا لمعايير الجودة المُعلنة من قِبَل الجهة المنظمة.. [6]

- في عام 2023، فازت شركة لاكريما بالميدالية الذهبية خلال مشاركتها في فعالية «إنتر إكسبو» (Inter Expo Center) ، التي تُعدّ أحد المعارض الدولية البارزة في قطاع الأغذية، وذلك وفقًا لمعايير الجودة المُعلنة من قِبَل الجهة المنظمة. [14]

## شهادات المصنع
حصلت شركة لاكريما للألبان على عدد من الشهادات والتكريمات في مجال صناعة الأغذية.  
- ISO 9001:2015: شهادة أنظمة إدارة الجودة.
- ISO 22000:2018: شهادة أنظمة إدارة سلامة الأغذية.
- HACCP : شهادة تحليل المخاطر ونقاط التحكم الحرجة.
- IFS Food: شهادة المعايير الدولية المميزة لسلامة وجودة الأغذية.
- FDA: شهادة إدارة الغذاء والدواء للامتثال لمعايير سلامة الأغذية الأمريكية.

## روابط خارجية
- lacrimadairy.com